# امبراتل
امبراتل (انگلیسی: Embratel) شرکت مخابرات برزیلی است، که در سال ۱۹۶۵ تأسیس شد.